# Panzerkettenlaufwerk

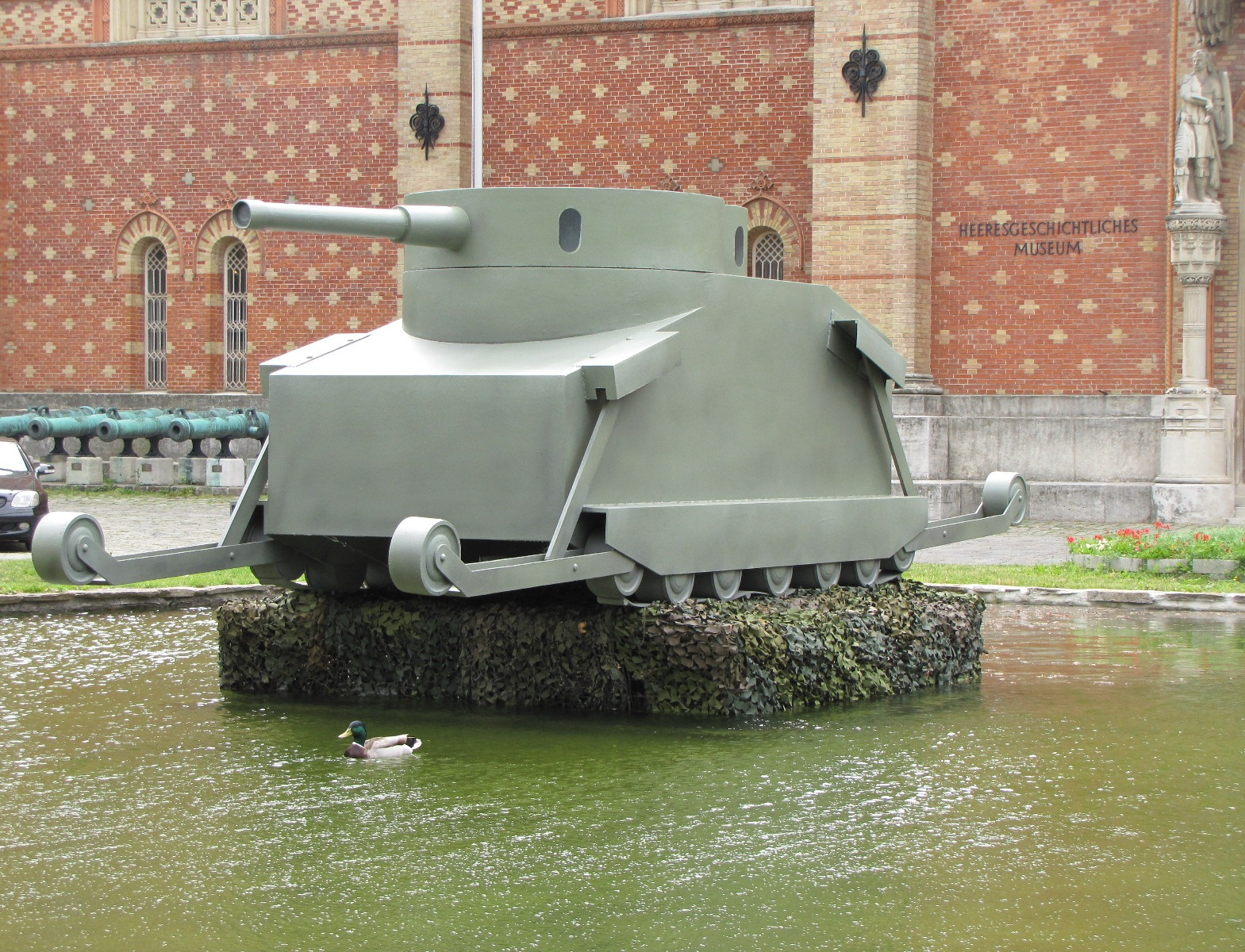
Burstyn-Motorgeschütz Panzer mit Kettenlaufwerk von 1911

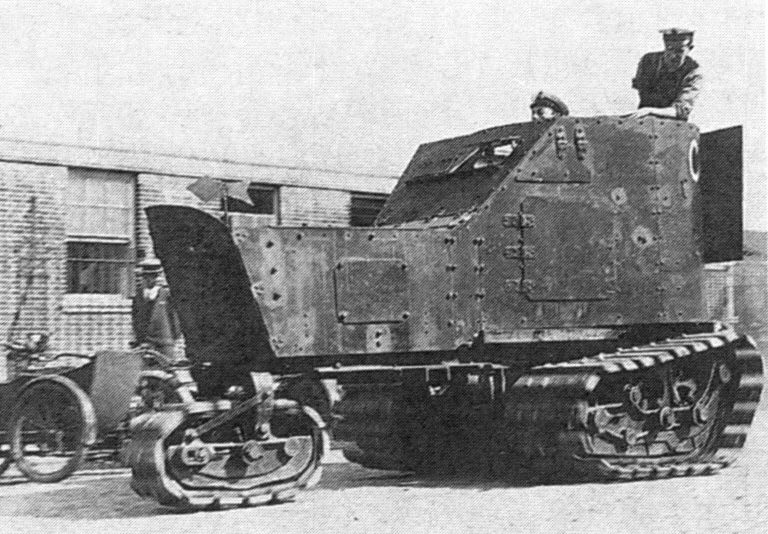
Killen-Strait Traktor (1915), eine kuriose Panzerfahrwerkskonstruktion um Stacheldraht und Gräben des Ersten Weltkrieges zu überwinden.

Ein Panzerkettenlaufwerk ist ein militärischer Fahrwerkstyp und eine Baugruppe der Panzer mit Kettenlaufwerk, mit der unter anderem die Kraft des Antriebs, die Lenkkräfte und der Spezifische Bodendruck des Fahrzeugs auf den Untergrund übertragen werden. 

## Geschichte
Die Fahrwerkstechnik von frühen gepanzerte Kettenfahrzeugen basierte auf den Fahrgestellen von landwirtschaftlichen Schleppern. Für militärische Anwendungen wurde schon vor dem Ersten Weltkrieg das Burstyn-Motorgeschütz als Panzer mit Kettenlaufwerk entwickelt. Vor und mit dem Zweiten Weltkrieg gab es Entwicklungen, die wie die japanische Militärkettenlaufwerkstechnik von 1927 bis 1945 besondere Eigenschaften der Fahrwerke als Entwicklungsziel hatten. Abweichend von zivil genutzten Fahrzeugen wurden und werden von den Nutzern spätestens seit dem Zweiten Weltkrieg deutlich andere Anforderungen an diese Bauteile gestellt, so ist zum Beispiel eine hohe Geschwindigkeit eine der konzeptionellen und taktischen Fähigkeiten, die bei modernen Fahrzeugen gegeneinander abgewogen werden. Insgesamt hat sich die Fahrwerkstechnik von Panzerfahrzeugen in den letzten hundert Jahren erheblich weiterentwickelt.

## Hintergrund
Der Panzer, oder auch Tank, war eine Reaktion auf den Stellungskrieg zu dem sich der Erste Weltkrieg bereits nach einigen Kriegswochen im Jahr 1914 entwickelt hatte. Es wurde eine Waffe benötigt, welche in der Lage war, das von Granattrichtern, Gräben und Hindernissen übersäte Gelände zwischen den gegnerischen Gräben zu überwinden und die gegnerischen Linien zu durchbrechen. Der Einsatz von Radfahrzeugen mit Panzerung, den Panzerwagen, war in diesem Gelände aussichtslos und nur Fahrzeuge mit Raupenketten schienen ein solches Gelände überhaupt bewältigen zu können. Damit begann die erste Konzeption von im Krieg eingesetzten, gepanzerten Gleiskettenfahrzeugen, den Panzern.
Das Panzerkettenlaufwerk besteht im Allgemeinen aus mehreren gefederten Laufrollen, einem Antriebsrad, einem Spannrad und der Gleiskette. Diese Bauelemente werden zumeist auf jeder der Längsseiten des Panzerfahrzeugs identisch in oder an der Wanne (Chassis) montiert.

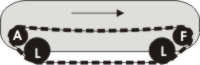
Das einfachste Kettenlaufwerk besteht aus zwei Laufrollen
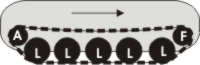
Kettenlaufwerk mit fünf Laufrollen
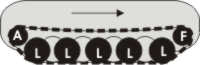
Schachtellaufwerk mit fünf äußeren und vier inneren Laufrollen

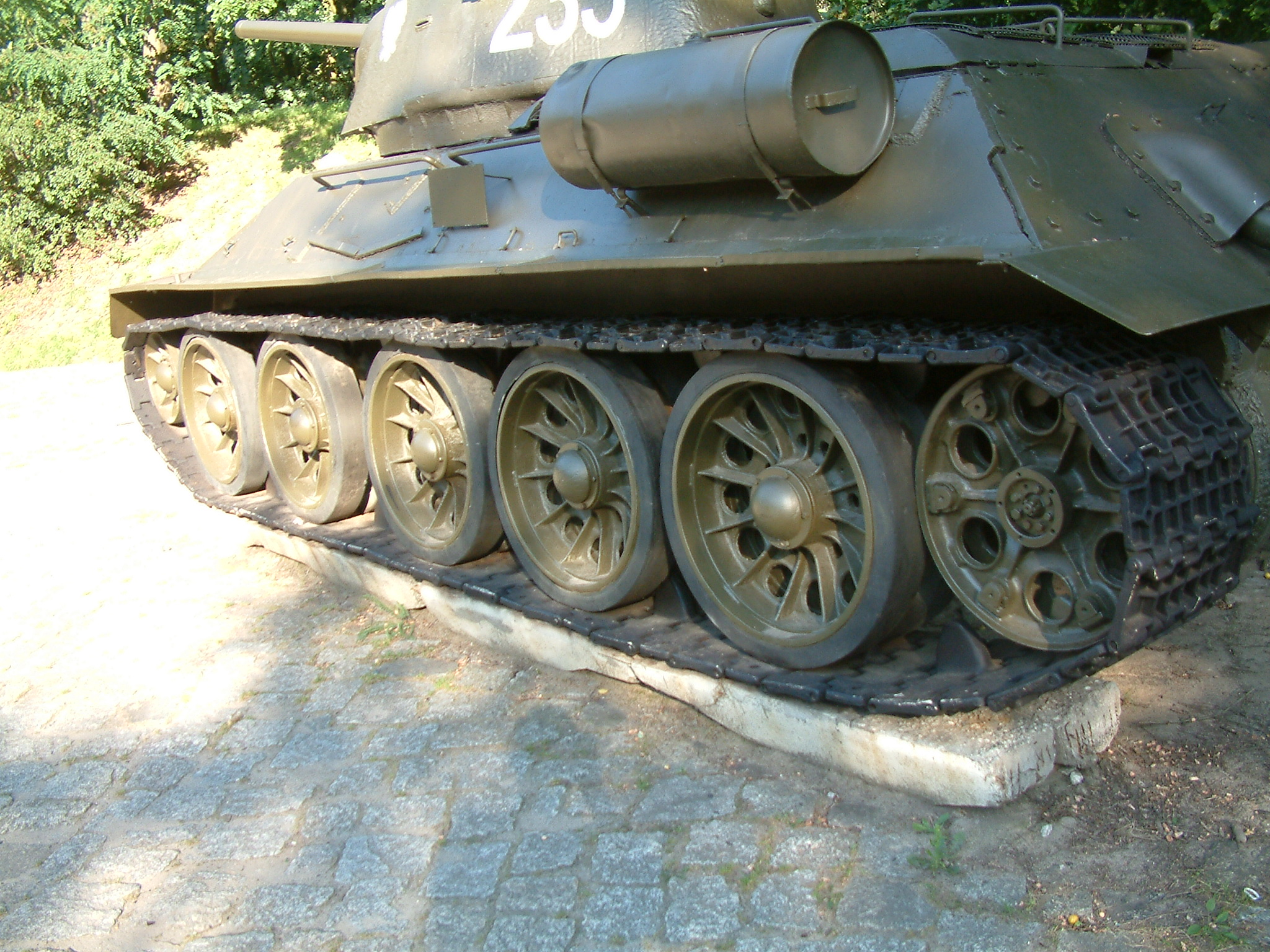
Das Christie-Laufwerk des T-34

Der Aufbau des Panzerlaufwerks unterscheidet sich nach Herstellern und Ländern. So gibt es unter anderem folgende unterschiedlichen Bauarten:
- Umlaufkettenlaufwerk
- Kegresse-Laufwerk
- Christie-Laufwerk
- das japanische Standardlaufwerk des Zweiten Weltkriegs
- Schachtellaufwerk

## Konstruktive Besonderheiten und Abweichungen von zivilen Kettenlaufwerken

### Laufrollensysteme
Die Rollen des militärischen Kettenlaufwerks sind gegenüber dem (zivilen) Drehgestell oder der Gehäusewanne federnd gelagert, um eine schnellere Fahrt auch im Gelände zu ermöglichen und die Belastung von Kette und Fahrwerk niedrig zu halten. Wurden anfangs kleine Federwege und viele kleine Rollen an einem großen starren Gestellträger verwendet, so beim „MK IV“ und Churchill, finden sich heute an militärischen Fahrzeugen große Federwege und vergleichsweise große Rollen. Einen besonders großen Federweg ermöglichte das Ende der 1920er-Jahre von John Walter Christie entwickelte Christie-Laufwerk. Bei der ursprünglichen Version bestand die Möglichkeit, für die Fahrt auf Straßen die Ketten abzunehmen und direkt auf den großen Laufrollen zu fahren, bei späteren Ausführungen wurde auf diese Option wieder verzichtet. Bekanntestes Fahrzeug mit Christie-Laufwerk war der sowjetische T-34. Spätere Entwicklungen verwendeten drehstabgefederte Rollen, bei denen die als Torsionsfedern wirkenden Stäbe quer zur Fahrtrichtung unter dem Fahrzeug angeordnet sind. Bei langsamlaufenden Kettenlaufwerken, etwa bei Tagebaugeräten oder Baumaschinen, entfällt die Federung meistens ganz.

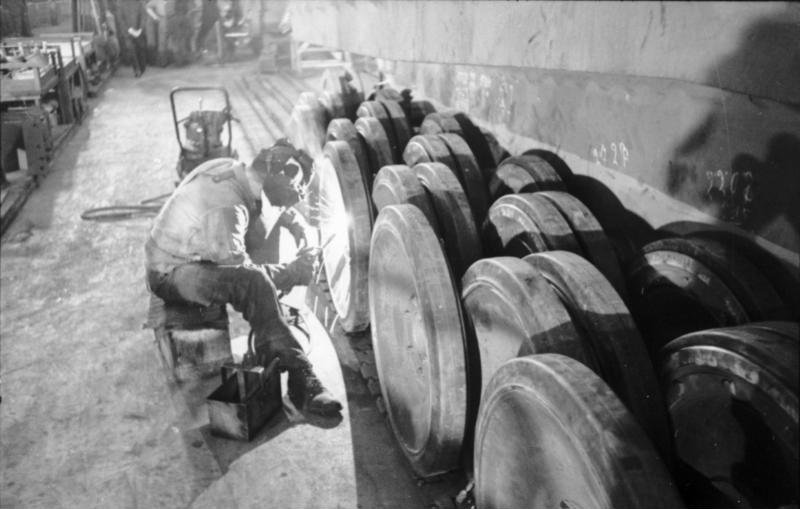
Nahaufnahme der Anordnung des Schachtellaufwerkes beim Tiger

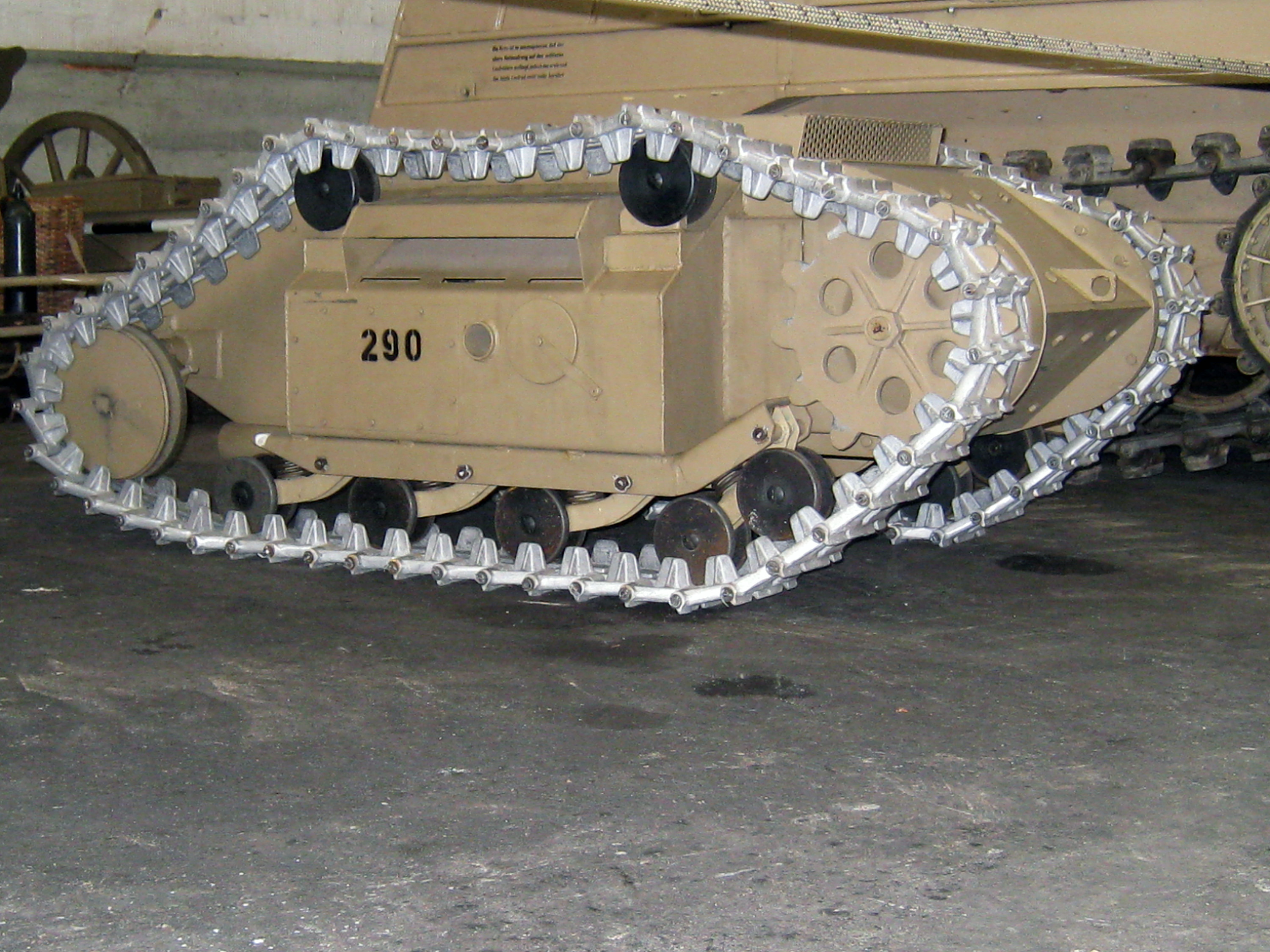
Ferngesteuerter deutscher Sprengladungsträger Goliath aus dem Zweiten Weltkrieg

Die technische Grenze ist erreicht, wenn das Laufwerk für seine praktische Anwendung zu aufwändig und zu schwer wird. Die letzten Panzergenerationen Deutschlands im Zweiten Weltkrieg verwendeten daher nur verschachtelte Laufwerke mit Stahllaufrollen, die Panzer waren zu schwer geworden, auch war Gummi für die Bandagen nur noch begrenzt vorhanden. Die Panzer der Tiger-Baureihen brauchten für die Eisenbahnverladung einen Satz schmalere Laufketten, da sie sonst das Lademaß der Transportwagen in der Breite überschritten hätten. Aufwendigere Kettenlaufwerke haben einen geringeren Rollwiderstand, dagegen durch das größere Gewicht einen höheren Treibstoffverbrauch. Moderne Kampfpanzer erreichen zunehmend wieder das Gewicht dieser Panzergeneration, aufgrund der fortgeschrittenen Technik von Ketten, Dämpfung und Motorisierung jedoch ohne die Mobilitätseinschränkungen der Laufwerke der damaligen Typen.

### Gleiskettensysteme
Nach einigen Versuchen mit Ketten auf Gleitlagern wurde als eine frühe Verwendung von Gleisketten bei Militärfahrzeugen die Umlaufkette entwickelt. Für einige leichte Militärfahrzeuge werden bzw. wurden auch Gummiraupenketten verwendet (z. B. beim M3). Überwiegend kommen jedoch stählerne Gleisketten zur Anwendung. Diese Kampfwagenketten sind im Gegensatz zu den bei Baumaschinen eingesetzten Ketten Fahr- und keine reinen Transportketten und unterscheiden sich daher erheblich von diesen. Die Kampfwagenkette ist auf Geschwindigkeit, größere Laufruhe und bis zu einem gewissen Grad auf Ergonomie bezüglich der Fahrzeugbesatzung ausgelegt. Bei der Kette von Baumaschinen ist das nicht der Fall, da die an sie gestellten Anforderungen gänzlich anderer Natur sind (bessere Traktion bei geringerer Geschwindigkeit). Gleiskette ist laut den Technischen Dienstvorschriften auch die offizielle Bezeichnung der Bundeswehr.

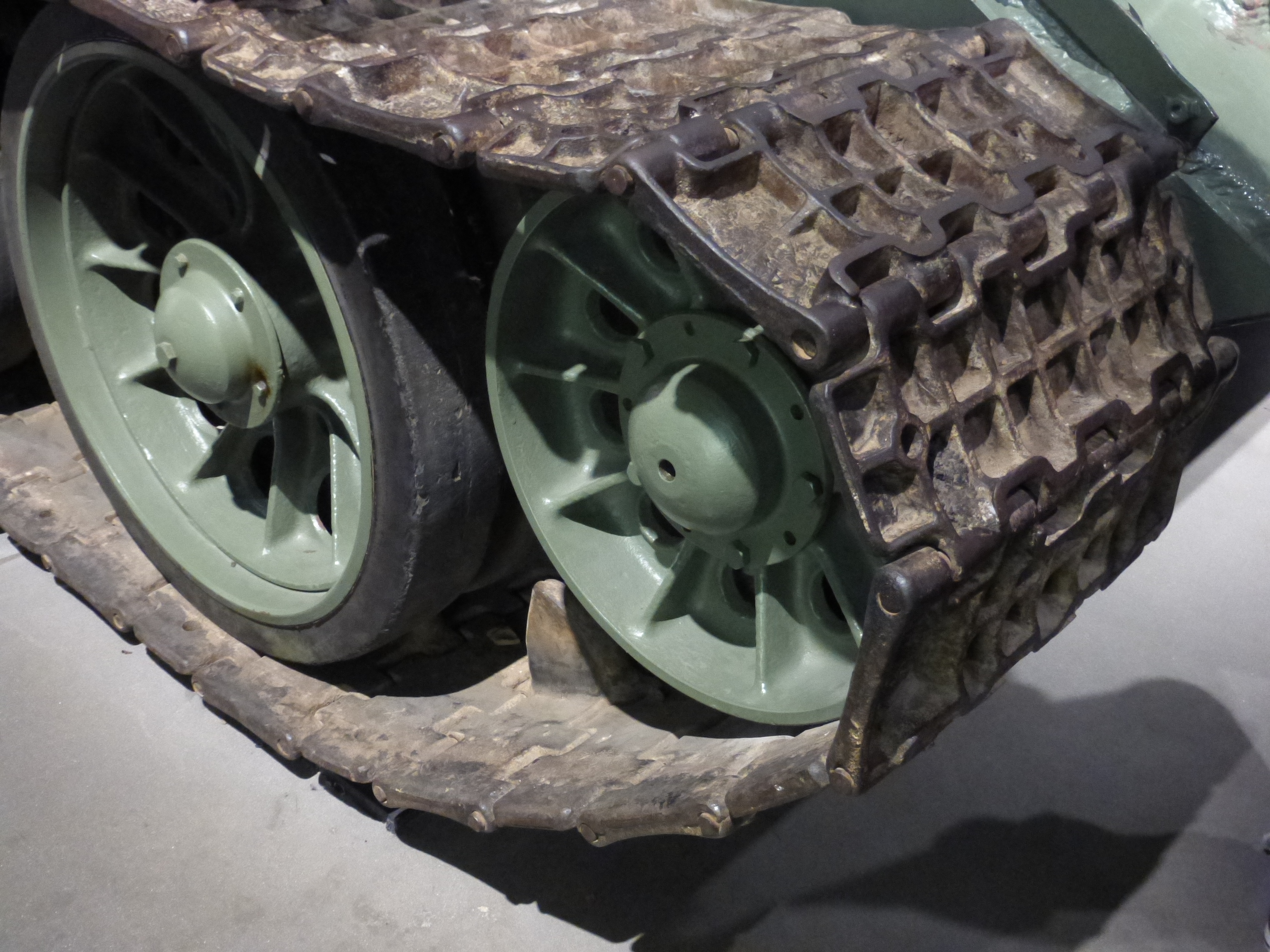
Kette eines Panzers vom Typ T-34/85
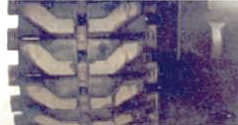
Gleiskette mit vergossenen Kettenpolstern (M48)
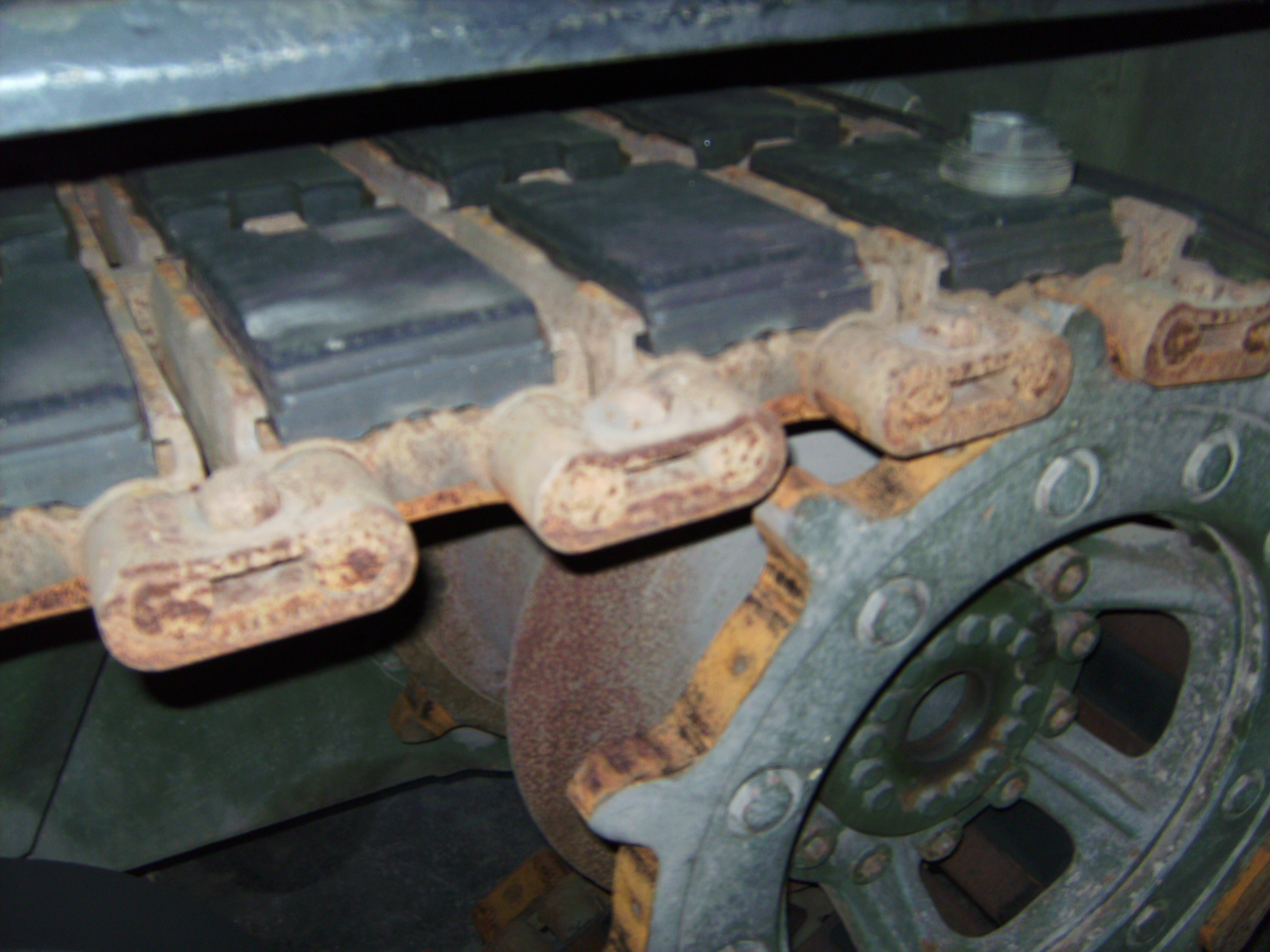
Zahnkranz mit Eingriff auf die Kettenendverbinder

Die Anzahl der Glieder pro Kette reichte bei Panzern des Zweiten Weltkriegs von etwa 80 bis 110 Gliedern. Die Gleiskette der Leopard-1-Familie besteht aus 88 Kettengliedern, wovon jedes mit den Endverbindern eine Länge von 16 cm abdeckt. Somit ergibt sich eine Gesamtlänge von 14,08 Metern. Durch den Gebrauch längt sich die Kette und muss nachgespannt werden. Nach einer Gesamtlängung von 32 cm hat die Kette den Grenzwert erreicht und muss verschrottet werden.